# Timeless Fly
『Timeless Fly』（タイムレス・フライ）は、久保田利伸の11枚目のアルバム。2010年2月24日に、SME Recordsから発売された。

## 概要
前作『FOR REAL?』から4年ぶりとなるオリジナル・アルバム。DVD付初回限定盤と通常盤の2形態で発売。DVDには「Tomorrow Waltz」「STAR LIGHT」のミュージック・ビデオとメイキング映像を収録。

## 収録曲

### CD
作詞・作曲：久保田利伸　編曲：柿崎洋一郎（特記以外）
1. Timeless Affection ～Foreplay～（0:36）
2. Keep it Rock （feat. WISE,Tarantula from Spontania）（4:12）
  - Rap詞：WISE,Tarantula from Spontania
3. Soul Mate ～君がいるから～（4:24）
  - ニッカウヰスキー「ブラックニッカクリアブレンド」CMソング
4. FLYING EASY LOVING CRAZY／久保田利伸 feat. MISIA（5:27）
  - 編曲：森大輔
  - 「ダイハツ ドラリオン」CMソング
5. 24/7 ～NITE AND DAY～（4:11）
  - 作詞・作曲：Kyle Albert West, Albert Joseph Brown
  - 日本語詞：久保田利伸／編曲：G.M.KAZ
  - AL B.シュア!の「NITE AND DAY」をサンプリングしている。
6. STAR LIGHT（4:05）
7. Is it over?（3:39）
  - 編曲：柿崎洋一郎・久保田利伸
  - Hook VocalとしてJUJUを迎えている。
8. Tomorrow Waltz（5:00）
  - NHKドラマ「君たちに明日はない」主題歌
9. Timeless Affection ～The play～（1:09）
10. M☆A☆G☆I☆C／久保田利伸 meets KREVA（4:51）
  - 作詞・作曲：久保田利伸・KREVA・Leo Graham　編曲：久保田利伸・KREVA
  - タイロン・デイヴィスの「I Got Carried Away」をサンプリングしている。
11. The Other Half（5:14）
  - 編曲：柿崎洋一郎・久保田利伸
12. 僕じゃない（4:06）
  - 編曲：柿崎洋一郎・久保田利伸
13. Life-long High-way（4:30）
  - 編曲：UTA
  - 読売テレビ・日本テレビ系「秘密のケンミンSHOW」エンディングテーマ
14. Nyte Flyte（5:29）
  - 作詞：小林夏海／編曲：ICEDOWN (´ε｀ )
  - 千寿製薬「ファーストマイティアCL-B」CMソング
15. Moondust （poetry reading by Kyoko Koizumi）（4:36）
  - 作詞：小竹正人・久保田利伸／編曲：ALI-KICK （Romancrew）

### DVD
1. STAR LIGHT Making
2. STAR LIGHT Music Video
  - 監督：川村ケンスケ
3. Tomorrow Waltz Making
4. Tomorrow Waltz Music Video
  - 監督：川村ケンスケ
5. Timeless Affection

## 演奏
- 久保田利伸
  - Vocal
  - Beats (#1.2.3.5.6.7.11.12 )
  - Background Vocal (#1-8.10-15)
- 柿崎洋一郎
  - All Keyboards (#1.2.3.6.7.8.11.12)
  - Guitar (#1.2.3.6.7.12)
  - Talkbox (#1)
  - Piano (#8.15)
  - Moog (#15)
- Carlos Henderson：Bass (#2)
- 佐々木史郎：Trumpet (#2.6)
- 河合わかば：Trombone (#2)
- WISE, Tarantuls (Spontania)：Rap (#2)
- 阿部美緒ストリングス：Strings (#3)
- MISIA：Vocal, Background Vocal (#4)
- 石成正人：Guitar (#4.10)
- 森大輔：Piano, Keyboards & Programming (#4)
- 弦一徹ストリングス：Strings (#4.8)
- 佐野聡：Trombone (#6)
- 春名正治：Tenor Sax (#6)
- DJ Mass：Scratch (#6.12)
- JUJU：Hook Vocal (#7)
- Jay Stixx：Drums (#10)
- Cliff Archer：Bass (#10)
- Phillip Woo：Keyboards (#10)
- YURI 
  - Vocal (#10)
  - Background Vocal, Co-Background Vocal Arrangement (#13)
- 岡雄三：Bass (#10)
- UTA：All Programming (#13)
- ICEDOWN：All Instruments ＆ Programming (#14)
- ALI-KICK：Guitar, Programming (#15)
- 小泉今日子：朗読 (#15)